# Langeln (Holsten)
Langeln er en by og en kommune i det nordlige Tyskland, beliggende i Amt Rantzau under Kreis Pinneberg. Kreis Pinneberg ligger i den sydlige del af delstaten Slesvig-Holsten.

## Geografi
Kommunen ligger i den nordøstlige del af Kreis Pinneberg, omkring fem kilometer øst for Barmstedt. Vandløbet Krückau løber gennem kommunen.
Nord for den historiske bykerne ligger bebyggelserne Voßmoor og Heidkaten, og mod vest Hohenufer.
Bundesstraße B 4, går i nord-sydlig retning gennem den østlige del af kommunen på strækningen mellem Quickborn mod Bad Bramstedt, og llidt længere mod øst går motorvejen A 7.